# 尼阿卡瓦苏游击队

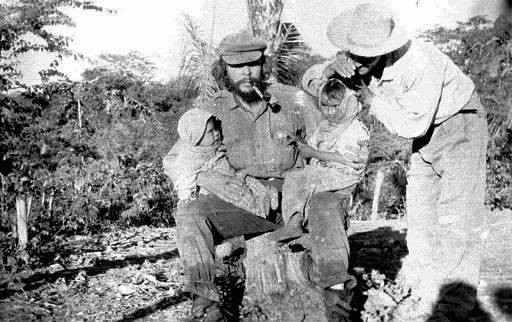
1967年，切·格瓦拉在玻利维亚

尼阿卡瓦苏游击队（西班牙語：Guerrilla de Ñancahuazú），正式名称是民族解放军（Ejército de Liberación Nacional，缩写为ELN），是玻利维亚历史上的一支左翼游击队，成立于1966年11月3日。该游击队主要活动于玻利维亚的尼阿卡瓦苏河流域，故得此名。该游击队的领袖是阿根廷共产主义革命家、古巴革命领导人之一切·格瓦拉。该游击队由59人组成，包括29名玻利维亚人、25名古巴人、3名秘鲁人、1名阿根廷人（切·格瓦拉）和1名阿根廷裔德国人（塔尼娅）组成。该游击队试图在玻利维亚掀起一场革命，推翻玻利维亚政府，并建立一个社会主义国家。
1967年10月8日，该游击队的主力被玻利维亚政府军击败，切·格瓦拉被俘；次日，切·格瓦拉被政府军杀害。该游击队只有5名成员幸存，并逃往智利。